# Miai (Go)
Miai (jap. 見合い) bezeichnet beim japanischen Brettspiel Go eine Situation, in der ein Spieler zwei gleichwertige Felder zum Setzen eines Steines hat. Besetzt der Gegner ein Feld davon, so kann man auf das jeweils andere setzen, ohne dadurch einen Nachteil zu haben.
Es existieren also zwei unterschiedliche, aber im Ergebnis gleichwertige Möglichkeiten, wie sich die
Situation weiter entwickelt.

## Abgrenzung des Begriffs
Oft entstehen Situationen, die vom idealtypischen Fall abweichen, aber trotzdem Eigenschaften eines Miai haben. Beispiele:
- Eine (oder beide) der Möglichkeiten ist nicht durch einen konkreten Brettpunkt definiert, sondern beschreibt eine etwas allgemeinere Handlung (z. B. Ausdehnen oder Verbinden bestimmter Gruppen).
- Bei der einen Möglichkeit setzt der antwortende Spieler nicht genau dorthin, wo der zuerst spielende bei der anderen Möglichkeit gesetzt hätte. Beispielsweise, wenn er mit einem Stein eine Verbindung herstellt, die im anderen Fall durch einen nicht genau dort gesetzten Stein getrennt worden wäre.
- Die beiden Möglichkeiten haben unterschiedliche Auswirkungen auf andere Stellen des Brettes. Ist jedoch eine davon erkennbar besser für eine Seite als die andere Möglichkeit, so spricht man nicht mehr von Miai.

Wenn unter einem Aspekt A und B Miai sind, und unter einem anderen Aspekt B und C, so liegt insgesamt kein Miai mehr vor, denn auf einen Zug auf B kann der Gegner nicht gleichzeitig auf A und C antworten.
Für die Bezeichnung spielt dagegen keine Rolle, ob sich die abstrakte Symmetrie des Miai sich auf dem Spielbrett auch in einer symmetrischen Stellung darstellt oder nicht.

## Auswirkung auf die Spielpraxis
Für mindestens eine Seite (oft auch für beide gleichermaßen) bietet das Miai eine Möglichkeit, Vorhand (Sente) zu spielen. Andererseits bewirkt es, dass man die Situation vorerst offenlassen kann, da für beide Seiten der Wert des Ergebnisses ohnedies feststeht.
Der Nutzen einer Vorhand zum richtigen Zeitpunkt ist ein guter Grund, sich die Möglichkeit dazu möglichst lange offen zu erhalten (Vermeiden von Aji-keshi, Vorhalten von Kō-Drohungen).
Daher führen Miai-Überlegungen in hochklassigen Partien oftmals dazu, dass auf dem Brett eine Vielzahl von Teil-Entscheidungen in der Schwebe gehalten werden, sodass beim Zuschauer der Eindruck entstehen kann, die Beteiligten würden dramatische Gefahren und enorme Gelegenheiten in diversen Stellungen ignorieren und sich stattdessen mit Lappalien abgeben. Später aber werden die Situationen in der einen oder anderen Weise aufgelöst, und jede Seite erhält (wenn sie korrekt geplant hat) ein akzeptables Ergebnis.